# Physcia tenellula
Physcia tenellula är en lavart som beskrevs av Roland Moberg. Physcia tenellula ingår i släktet Physcia och familjen Physciaceae.   Inga underarter finns listade i Catalogue of Life.